# Salon des Cent
Il Salon des Cent (conosciuto anche come Salon des 100, Salon de La Plume) è un salone d'esposizione d'arte francese ideato da Léon Deschamps, inaugurato a Parigi in febbraio 1894 nella hall della rivista La Plume. L'idea, abbastanza originale per l'epoca, era quella di esporre e vendere soprattutto stampe e disegni, tutti associati a un periodico letterario e artistico. L'ultima edizione, la cinquantatreesima, si è svolta a fine del 1900.

## Storia
Questo salone, caratterizzato dallo spirito di fin de siècle, fu ideato nel 1893 da Léon Deschamps, fondatore del mensile di letteratura e rivista d'arte La Plume che riuniva intorno a sé numerosi simbolisti.
Deschamps coltivava l'ambizione di esporre opere di artisti creativi che utilizzavano l'incisione come modalità espressiva legate senza legami con scuole o giurie o promesse di premi e che rimanevano ai margini dei luoghi istituzionali. Nella hall della sede della rivista Deschamps venivano messi in vendita, a prezzi contenuti, affiches, litografie, incisioni, disegni, sculture (piccole riproduzioni in argilla o bronzo), album, libri d'arte, ecc. a prezzi ragionevoli
.

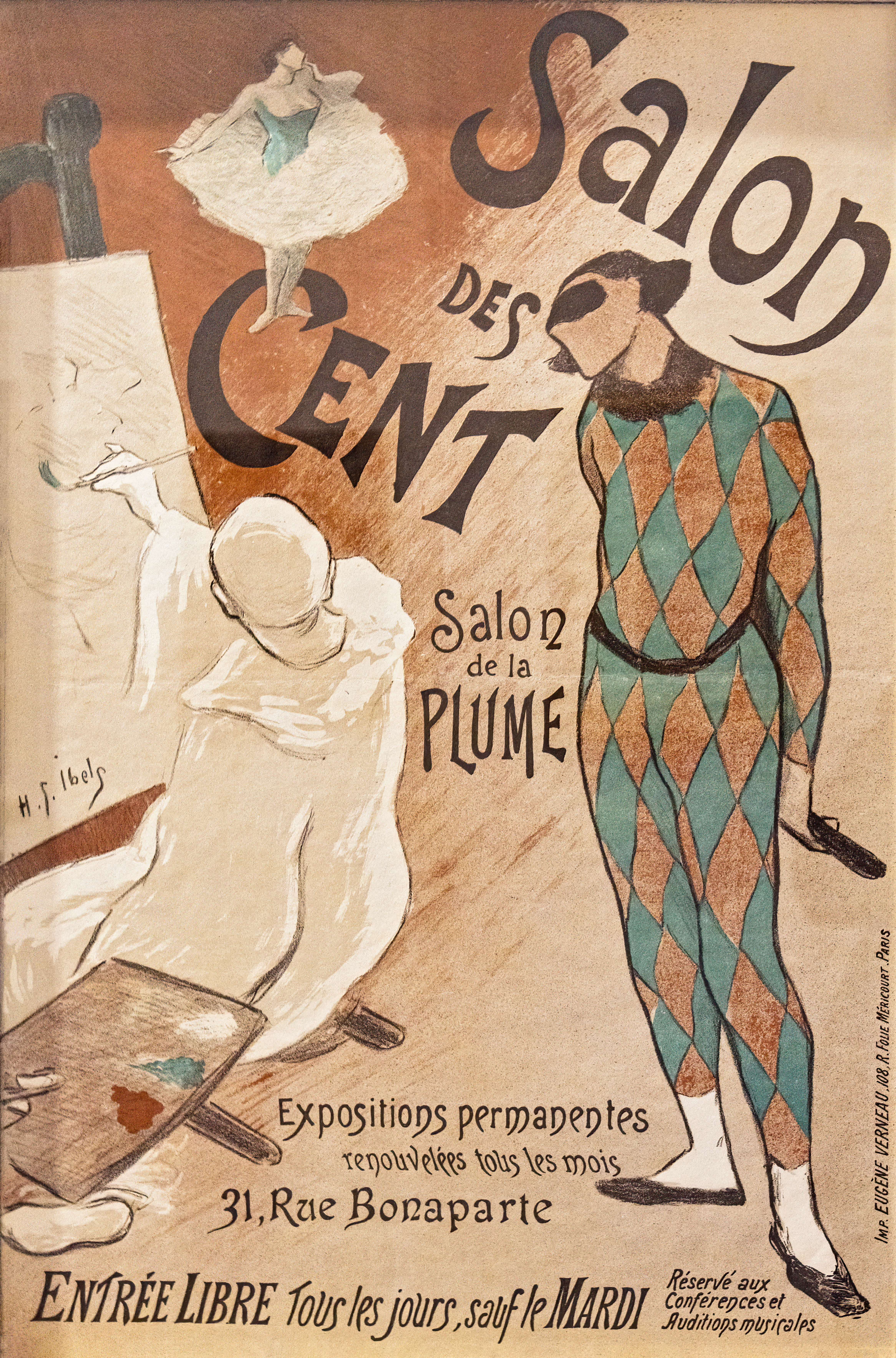
Henri-Gabriel Ibels affiche per la prima mostra del Salon des Cent, 1893

La prima affiche che annunciava l'evento fu stampata alla fine del 1893, firmato da Henri-Gabriel Ibels, e dava appuntamento presso la sede della rivista La Plume in rue Bonaparte a Parigi annunciando anche l'uscita di un'edizione mensile del periodico che così diventava la rivista del Salon.
Il biglietto d'ingresso al Salon costava 1 franco e in seguito verrà poi ridotto a 50 centesimi. 
Il successo della prima edizione non fu all'altezza di quanto pensato in fase di programmazione per cui l'operazione venne ripetuta, solo nel 1894, sei volte di seguito (aprile, giugno, agosto, ottobre, novembre, dicembre). Tuttavia nel 1895, sembrò essere in grado di essere mantenuta la cadenza mensile .

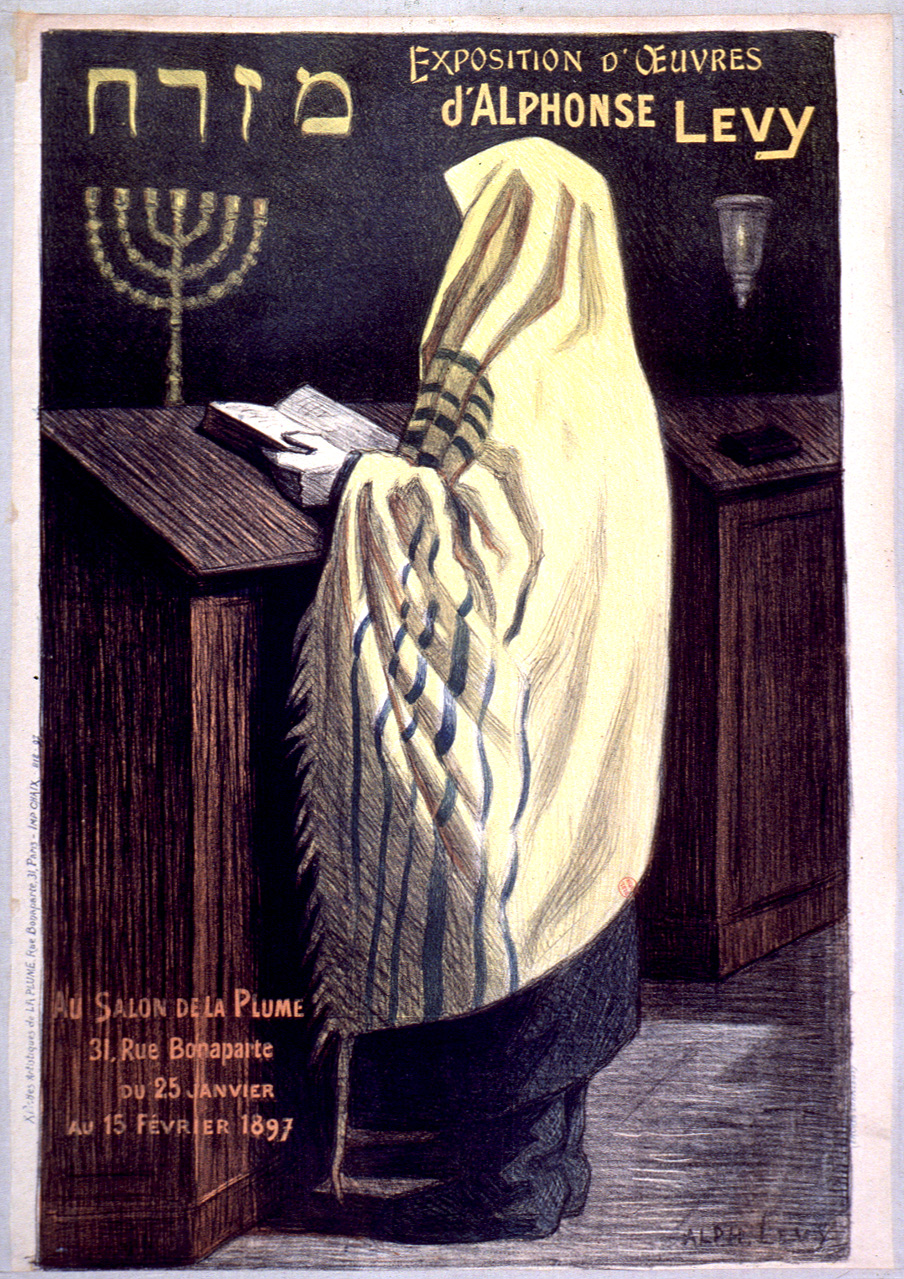
Alphonse Lévy affiche Salon de la Plume 1897

Le affiches del Salon divennero oggetti da collezione perché, per l'occasione, gli artisti avevano preso l'abitudine di firmarle. Deschamps in questo modo si assicurò una forma di promozione alla sua rivista e ad un'arte molto apprezzata perché più fruibile.
Il nome “Salon des Cent" deriva dal numero di artisti che sottoscrissero l'iniziativa e accettarono di esporre.
Si tennero diverse mostre nel corso dell'anno, sia collettive che personali, ed è per questo che il Salon des Cent ha dato luogo a una numerazione tale che il numero totale, 53 edizioni, è maggiore del numero degli anni in cui fu attivo, 7 anni.
Talvolta un'edizione comprendeva diversi tipi di mostre. Questa abbondanza di edizioni si spiega con il successo che l'idea del Salon des Cent incontrò e che successivamente verrà imitato. 
In definitiva, la mostra era suddivisa in mostra collettiva, mostra tematica e mostra personale di un singolo artista.
Dopo la morte di Léon Deschamps nel dicembre 1899 il Salon gli sopravvisse solo un anno.

## Le affiches del Salon des Cent
Ogni Salon des Cent era annunciato da un'affiche originale chel a rivista La Plume affidava alla produzione dell'artista protagonista della mostra personale o di un partecipante delle mostre collettive. La produzione artistica, regolare e sistematica, è uno degli elementi principali della politica editoriale e commerciale della rivista La Plume.

## Mostre personali
- Eugène Grasset : numero 2 - dal 6 al 25 avril 1894;
- Henri Gustave Jossot: numero 4: dal 1° al 30 agosto 1894;
- Richard Ranft : numero 6 - dal 5 al 30 novembre 1894;
- Gaston Roullet : numero 9 - dall'8 al 28 febbraio 1895;
- Henri Boutet : numero 12 - dal 18 maggio al 15 giugno 1895
- Charles Lapierre : numero 15 - dal 25 octobre al 10 novembre 1895.
- André des Gachons : numero 16 dal 12 novembre al 5 dicembre 1895
- Alphonse Mucha : numero 20 - marzo e aprile 1896
- Toulouse-Lautrec : Elles, litografie stampate Gustave Pellet, inaugurazione il 22 aprile 1896

- Alphonse Lévy : numero 26 - dal 25 gennaio al 15 febbraio 1897
- Louis John Rhead : numero 28 aprile e maggio 1897
- Henri Bouillon : numero 29 - dal 3 al 30 maggio 1897
- Alfons Mucha : numero 30 - giugno e luglio 1897
- André des Gachons : numero 33 - dal 15 gennaio al 15 février 1898
- Charles Lacoste : octobre 1898
- James Ensor : Esposizione del 1898
- Firmin Maglin : Esposizione del 1899
- Fernand-Louis Gottlob : numero 41 - dal 1° al 31 dicembre 1899

Con data indefinita
- 1895: Exposition internationale d'affiches
- 1896: Esposizione con Mucha, Bonnard et Toulouse-Lautrec

## Collegamenti esterni

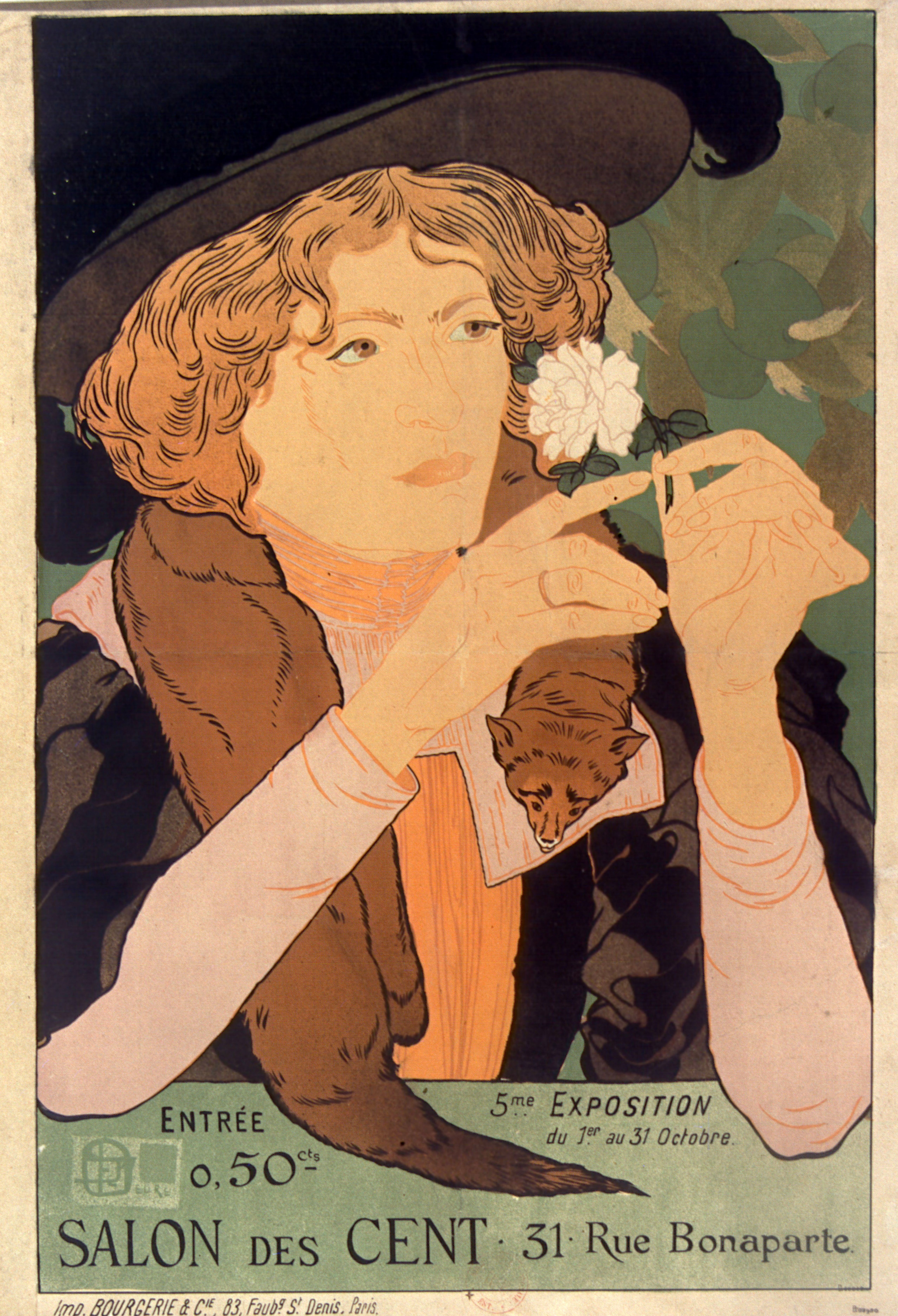
Salon des Cent, ottobre 1894
Hermann-Paul, Salon des Cent -1895
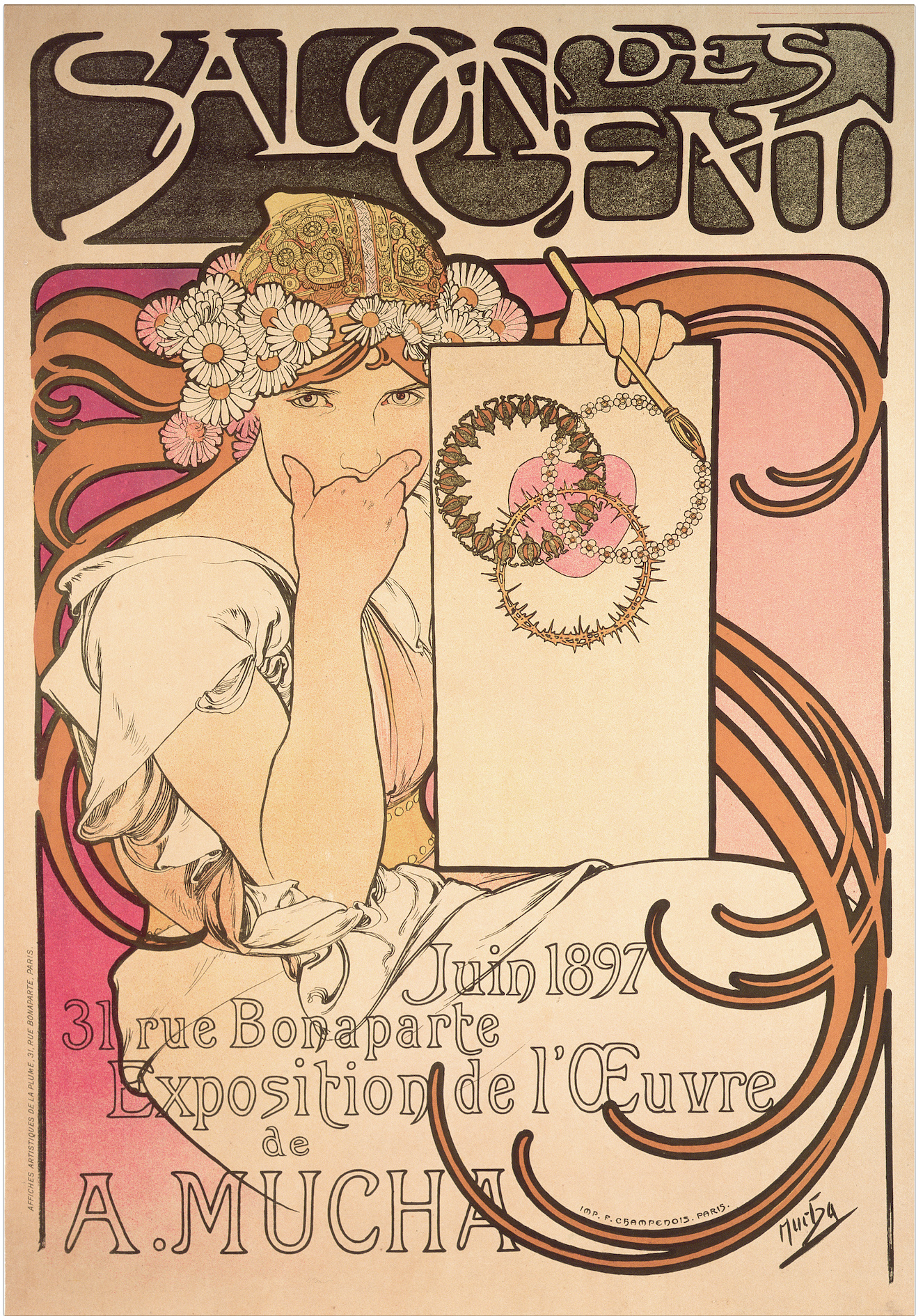
A. Mucha, Salon des Cents, giugno 1897
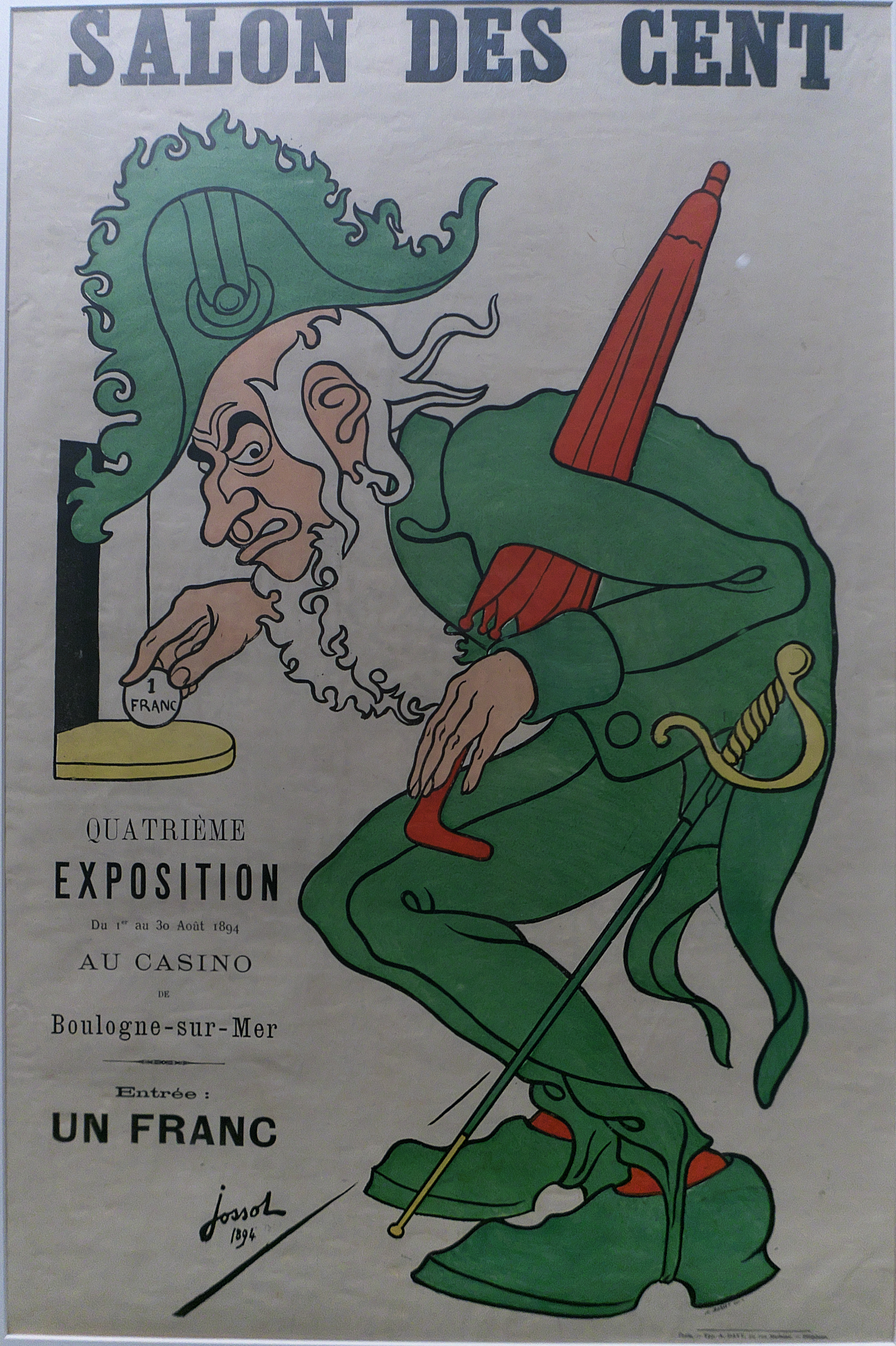
Henri Gustave Jossot, Salon des Cent
Emil Causé, Salon des Cent, 1898
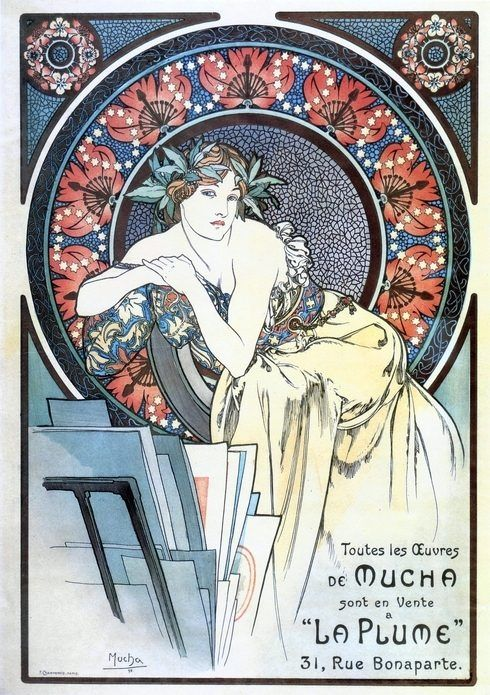
A. Mucha, Salon des Cent, 1897

## Partecipanti al Salon des Cent
- Albert André
- Alexis André
- Paul Balluriau
- William Barbotin
- Jules Baric
- Jules Benoit-Lévy
- Valère Bernard
- Paul Berthon
- Pierre Bonnard
- Henri-Théophile Bouillon
- Firmin Bouisset
- Henri Boutet
- G. Boutrou
- Emil Causé
- Cazals
- Philibert-Paul Charbonnier
- Félix Charpentier
- Jules Chéret
- Camille Claudel
- Frédéric Samuel Cordey
- Alexandre Cuvelier
- Henri Delavallée

- Maurice Denis
- Marcellin Desboutin
- Henry Detouche
- Edgar Degas
- Henri Patrice Dillon
- Maurice Dumont
- Henri Evenepoel
- James Ensor
- Abel Faivre
- Fernand Fau
- Georges de Feure
- Jean-Louis Forain
- André des Gachons
- Léo Gausson
- Alphonse Germain
- Eugène Grasset
- Henry de Groux
- Fernand-Louis Gottlob
- François Guiguet
- Arsène Herbinier
- Hermann-Paul
- Ibels

- Jossot
- Jeanne Jacquemin
- Alfred Jungbluth
- Victor Koos
- Charles Lacoste
- René Lalique
- Charles Lapierre
- Léon Lebègue
- Louis Legrand
- Edmond Leroy dit Leroy-Dionet
- Alphonse Lévy
- Pierre-Henri Lobel
- Ferdinand Luigini
- Firmin Maglin
- José Mange
- François Maréchal
- Henri Matisse
- Gustave Moreau
- Alfons Mucha
- Sophie de Niederhausern
- Gaston Noury
- Alphonse Osbert

- Gaston Prunier
- Richard Ranft
- Armand Rassenfosse
- Odilon Redon
- Félix Régamey
- Louis John Rhead
- Pierre Roche
- Félicien Rops
- Gaston Roullet
- Paul Saïn
- Josef Kaspar Sattler
- Alexandre Séon
- Elisabeth Sara Clasina de Swart
- Jules Sylvestre
- Henri de Toulouse-Lautrec
- Jules Valadon
- Louis Valtat
- Henry Van de Velde
- James Vibert
- Félix Voulot
- Adolphe Willette
- Andrew Kay Womrath